# Підалгебра
Підалгебра — підструктура алгебри над кільцем.
Тобто підмножина алгебри над кільцем, яка є замкненою щодо всіх операцій цієї алгебри, і сама є алгеброю. Іншими словами, результат бінарної операції над множиною А, не виходить за межі цієї множини.